# Cebada Gago
Cebada Gago est un élevage (ganadería) espagnols de toros de lidia du XXe siècle et du début du XXIe siècle.

## Historique
Créé le 28 juillet 1946, l'ancienneté de l'élevage remonte en réalité à 1935 lorsque Leopoldo Sainz de la Maza et Gutiérrez Solana (comte de la Maza) achètent du bétail bravo à Juan Belmonte, le célèbre torero qui avait deux élevages. En 1938, la fille du comte de la Maza, Cristina de la Maza Falcó, prend le cheptel en main et l'étoffe en 1940 en important des vaches Gallardo et de deux étalons de Juan Belmonte.
José Cebada Gago rachète la ganadería en 1960. Après sa mort en 1964, ses héritiers, Agustin et Salvador, prennent la suite et éliminent les vaches et mâles de Cristina de la Maza pour les remplacer par des vaches de Carlos Nuñez et de Jandilla. Plus tard, ils introduiront du bétail de Juan Pedro Domecq y Diez. Installée dans la campagne de Medina Sidonia, la ganadería bénéficiera d'échanges croisés dans les années 1980 avec son voisin Alvaro Domecq, propriétaire de la ganadería Torrestrella. Les taureaux de l'élevage sont redoutés par les toreros et ont la réputation d'être particulièrement dangereux.
Les taureaux de Cebada Gago ont participé à 58 corridas en 2001. L'élevage est situé à Medina-Sidonia dans la province de Cadix.

## Présentation
Bas, fins, mobiles et agressifs les taureaux de Cebada Gago sont atypiques. Ils font partie des taureaux les plus appréciés par le public et permettent des faenas remarquables. En outre, ils présentent des robes très variées. Leur caste est un mélange de bravoure, de noblesse et de mobilité. Ils se sont illustrés dans les grandes plazas et nombreux sont les taureaux de cette devise qui ont été graciés : Pregonero à Jerez de la Frontera (1986), Comedia à Algésiras, Juguetón à Ejea de los Caballeros (1992).